# فرودگاه وردون-ل‌زولیر
فرودگاه وردون-ل‌زولیر  (به انگلیسی: Verdun-Le-Rozelier Airport) یک فرودگاه است که یک باند فرود آسفالت دارد و طول باند آن ۱۱۲۰ متر است. این فرودگاه در کشور فرانسه قرار دارد و در ارتفاع ۳۷۵ متری از سطح دریا واقع شده است.